# Cufoaia, Maramureș
Cufoaia (în maghiară Kohópatak) este un sat ce aparține orașului Târgu Lăpuș din județul Maramureș, Transilvania, România.

## Istoric
Prima atestare documentară: 1630 (Cohpatak). 

## Etimologie
Etimologia numelui localității: din hidron. Valea (Cofei) Cofoaiei > (dial.) Valea Cufoaiei > Cufoaia (< subst. cofă „groapă, adâncitură” + suf. augmentativ -oaia). 

## Demografie
La recensământul din 2011, populația era de 206 locuitori. 

## Monument istoric
- Absida bisericii de lemn „Sf. Arhangheli Mihail și Gavril” (1850).

## Personalități locale
- Vasile Latiș (1934-2007), poet, folclorist, profesor universitar. Vol. Păstoritul în Munții Maramureșului (1993), Odihnă rostitoare (1996), Cântecele Diotemei (1999).
- Farcaș Robert (2011-prezent), expert IT, specialist în telecomunicații.